# Norská vlajka

Norská národní vlajka
Poměr stran: 8:11

Norská státní a válečná vlajka
Poměr stran: 16:27

Vlajka Norska je červená s tmavě modrým heroldským skandinávským křížem, jenž je bíle orámován, přičemž kříž i orámování sahají až k okrajům.
Kratší rameno, tak jak je tomu u skandinávského kříže zvykem, je posunuto směrem k žerďovému lemu listu. Norská vlajka je založena na Dannebrogu, dánské vlajce.

Vlajka norského krále Poměr stran: 5:7
Norská lodní vlajka (Naval Jack) Poměr stran: 1:1

## Popis

### Národní vlajka
Norská národní vlajka je tvořena obdélníkovým listem o poměru 8:11. Její barevné elementy jsou na šířku v poměrech 6:1:2:1:6 (červená:bílá:modrá:bílá:červená) a na délku 6:1:2:1:12 (červená:bílá:modrá:bílá:červená).

### Státní vlajka
Norská státní a válečná vlajka má podobu obdélníku zakončeného třemi plameny. Poměr stran státní vlajky je 16:27 a její barevné elementy jsou na šířku v poměrech 6:1:2:1:6 (červená:bílá:modrá:bílá:červená) a na délku 6:1:2:1:6:11 (červená:bílá:modrá:bílá:červená).

### Barvy
Červená by měla být PMS 200 a modrá PMS 281 v barevném systému Pantone, což přibližně odpovídá v RGB systému barev hodnotám #BA0C2F (červená), #00205B (modrá) a #FFFFFF (bílá).

Rozměry norské vlajky
Rozměry norské státní a válečné vlajky

## Historie
Od 16. století do roku 1814 Norsko užívalo dánskou vlajku, během krátkého osamostatnění a stejně krátkého panování Kristiána Friderika v roce 1814 byla navržena na Dannebrogu založená vlajka, která měla v levém horním poli norského lva. Tato vlajka se užívala až do roku 1821.
Od roku 1814 bylo Norsko připojeno ke Švédsku, roku 1815 byla přijata pro Norsko žlutomodrá švédská vlajka, v jejímž levém horním poli byl bílý ondřejský kříž na červeném poli. Tato vlajka byla přijata jako vládní vlajka a vlajka pro obchodní lodi plující za mys Finisterre, ta byla užívána až do roku 1838, neboť Norsko nemělo smlouvu s piráty ze Severní Afriky.
Osobitá a dnes známá norská vlajka byla navržena roku 1821 Fredrikem Meltzerem, jenž byl členem norského parlamentu (Storting). Barvy byly zvoleny po vzoru francouzské revoluční trikolóry. 
Roku 1844 byl do levého horního pole norské vlajky umístěn symbol norsko-švédské unie. Symbolu se říkalo Sildesalaten – „sleďový salát“, protože salát připomínal.
Zpočátku byl znak norsko-švédské unie oblíben, protože ukazoval rovnost postavení, nicméně svazek se Švédskem byl stále více neoblíbený a norský parlament zrušil unijní znak roku 1899 na obchodní i státní vlajce.
Po osamostatnění v roce 1905 byl znak norsko-švédské unie zrušen i na vlajkách námořnictva, přičemž si ho Švédsko podrželo na všech vlajkách také až do roku 1905.

Vlajka Kalmarské unie (1430-1523) Poměr stran: 28:37
Vlajka Dánsko-Norské unie
Norská vlajka užívaná od roku 1844
Symbol Norsko-Švédské unie: Sildesalaten – „sleďový salát“

## Vlajky norských krajů

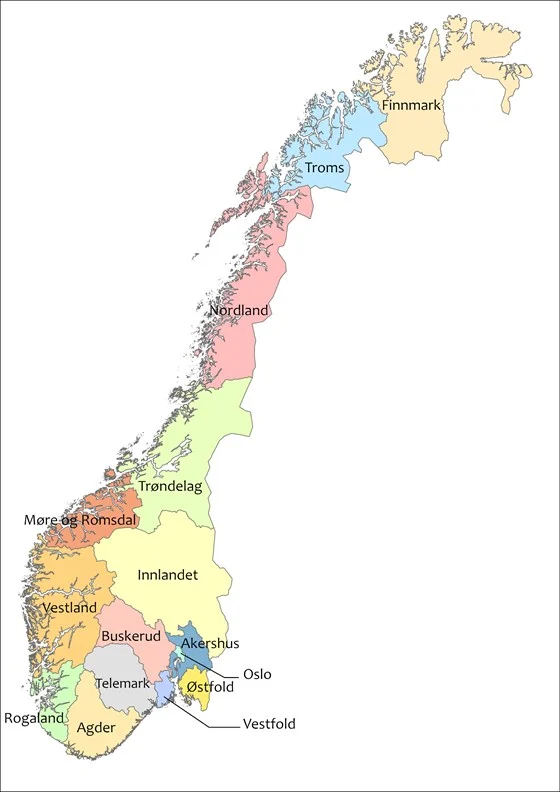
Kraje v Norsku

Norsko je od 1. ledna 2024 členěno na 15 krajů (norsky fylke, pl. fylker), do roku 1918 známých jako amt, pl. amter.
Před rokem 1972 krajů bylo 20 (existoval ještě kraj Bergen),
v letech 1972–2017 jich bylo 19, v letech 2018–2019 bylo krajů 18 (byly sloučeny kraje Nord-Trøndelag a Sør-Trøndelag do jednoho kraje Trøndelag). V letech 2020–2023 jich bylo 11. Hlavní město Oslo je považováno za kraj i za samosprávné město.

Hlavni město Oslo Poměr stran: 8:11
Oslo (1924–2000/2002) Poměr stran: 8:11 (zobrazeni, dle zdroje 8:11)

Akershus Poměr stran: 17:21
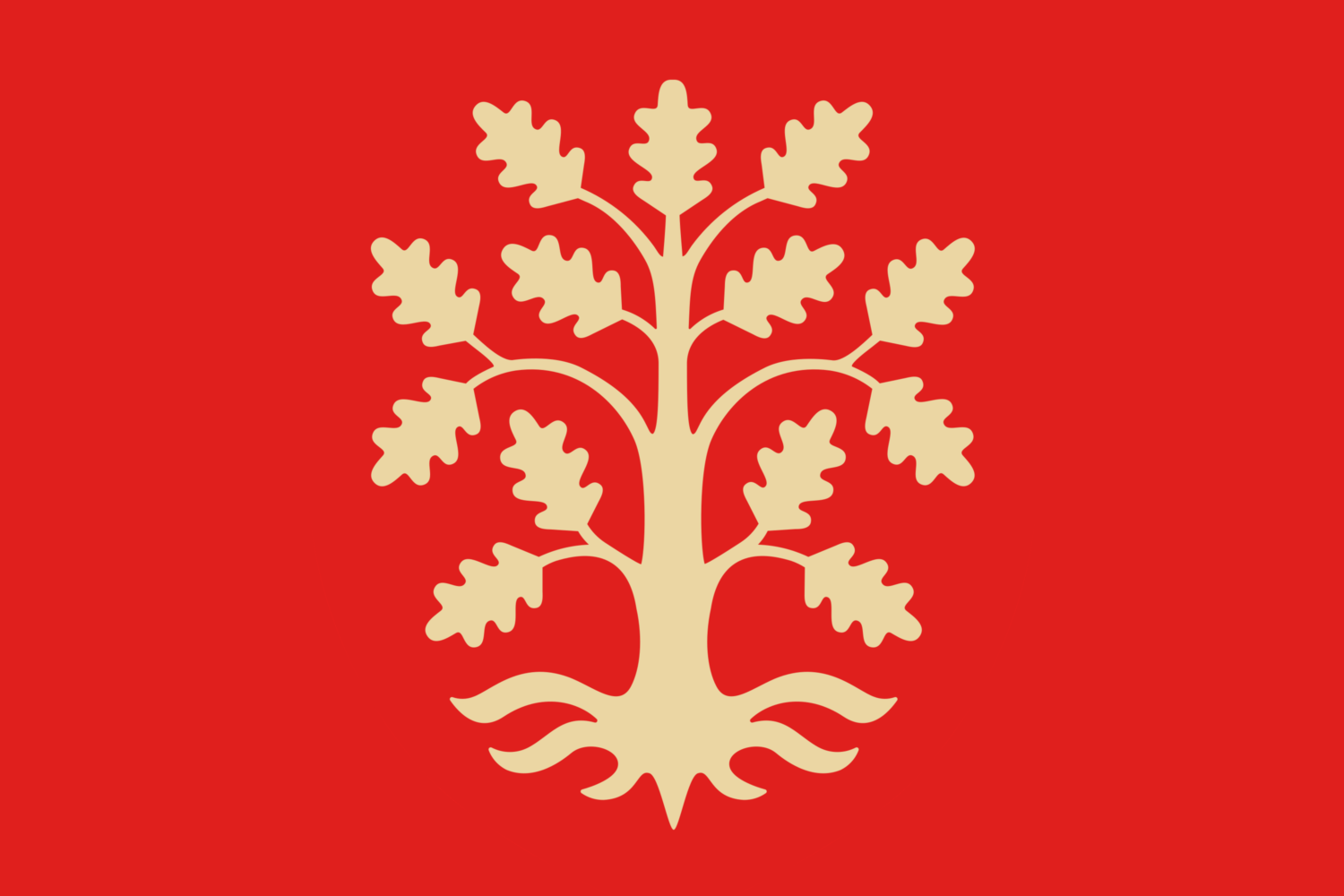
Agder Poměr stran: 2:3
Buskerud (6) Poměr stran: ~1:1
Finnmark Poměr stran: 1:1
Innlandet
Møre a Romsdal Poměr stran: 5:8
Nordland Poměr stran: 1:1
Rogaland (od roku 1974) Poměr stran: 4:5
Telemark (od roku 1970) Poměr stran: 6:5 (ve zdroji jiný)
Troms Poměr stran: 5:8
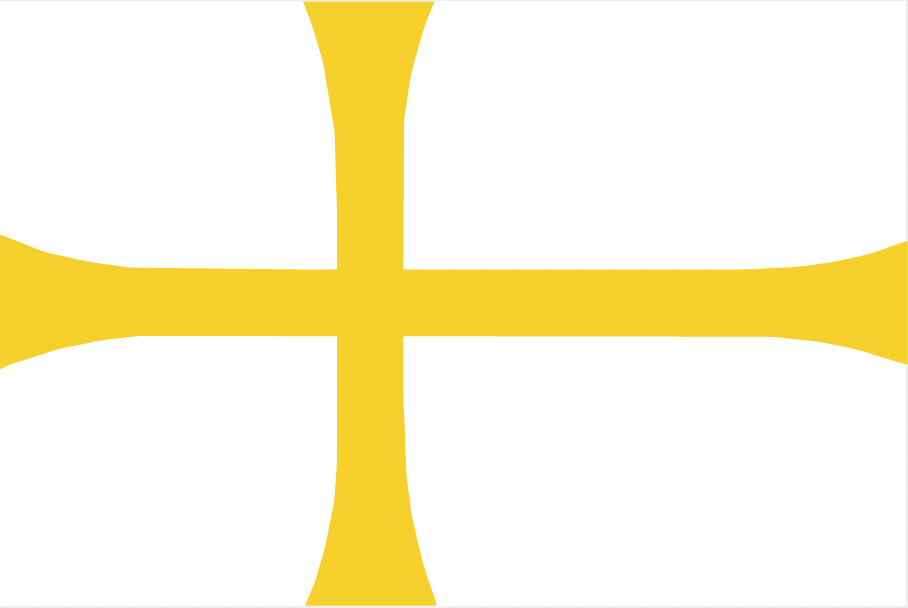
Trøndelag Poměr stran: 5:8
Vestfold Poměr stran: 8:11
Vestland
Østfold Poměr stran: 1:1

Zaniklé kraje
Chybí obrázky vlajek:
- Troms a Finnmark (2020–2023)
- Viken (2020–2023)

Aust-Agder (1958–2019) Poměr stran: 4:5
Vest-Agder (1958–2019) Poměr stran: 5:8
Oppland (do roku 2019) Poměr stran: 3:4
Hordaland (1961–2019) Poměr stran: 7:9
Sør-Trøndelag (do roku 2019) Poměr stran: 5:8
Nord-Trøndelag (do roku 2017) Poměr stran: ~1:1
Sogn a Fjordane (1983–2019) Poměr stran: 216:305 (zobrazeno)
Hedmark (1987–2019) Poměr stran: 1:1
Vestfold a Telemark (2020–2023) Poměr stran: 27:40 (zobrazeno)
Měso Bergen, do roku 1972 kraj Poměr stran: 2:3 (zobrazeno)

Zámořská teritoria
Norsko má také dvě zámořská teritoria, ostrovy Jan Mayen a Špicberky. Dále má tři antarktická a subantarktická závislá území: Bouvetův ostrov, Ostrov Petra I. a Zemi královny Maud. Na těchto územích se užívá norská vlajka.